# Тейлор, Джон (футболист)
Джон Тейлор (англ. John Taylor; род. 24 октября 1964, Норидж, Англия) — английский футболист, играющий на позиции нападающего, тренер.

## Карьера
Тейлор начал свою карьеру в качестве юниора в «Колчестер Юнайтед» в 1982 году, но ему удалось сыграть лишь один матч, выйдя на замену в матче Кубка Лиги. Выйдя из лиги, Тейлор устроился на работу в качестве клерка и а вторую половину дня играл за любительский клуб «Садбери», где он был замечен менеджером «Кембридж Юнайтед» Крисом Тернером, который заплатил «Садбери» £ 1,000 за его услуги летом 1988 года.
«Кембридж Юнайтед»
Тейлор присоединился к молодой команде, жаждущей успеха, и после сезона в низу таблицы, он быстро наладил взаимодействие с Дионом Даблином, чтобы сформировать, возможно, самый эффектный дуэт в истории клуба. С 1989 по 1992 год кембриджский клуб достиг удивительного успеха, который завершился последовательным продвижением: с 4-го до 2-го дивизиона. Большая часть успеха этого достижения принадлежит оригинальной тактике длинных передач главного тренера клуба, Джона Бека.